# Либеральная миссия
Либера́льная ми́ссия — российский некоммерческий научный фонд. Основан в 2000 году на базе Экономического клуба, который служил площадкой для постоянного общения сторонников рыночных реформ. Основатель и первый президент фонда (2000—2019) экономист Ясин Евгений Григорьевич. Президент фонда с октября 2019 года — политолог Клямкин Игорь Моисеевич.
Своими задачами называет продвижение в России универсальных ценностей: свободной рыночной экономики, свободы слова, индивидуальных свобод, которые составляют основы существования гражданского общества и правового государства.

## Деятельность
В фонде проводятся исследования, открытые семинары и дискуссии по экономическим, политическим, социальным, культурным и общественным проблемам.

### Издательская программа
На основе стенограмм обсуждений и докладов готовятся издания Библиотеки Фонда «Либеральная миссия», которые бесплатно распространяются через библиотеки и на различных мероприятиях.

### Премия «Либмиссия»
В феврале 2016 года фонд учредил ежегодную публицистическую премию «Либмиссия» за лучшую книгу (премия «Аналитика») и за крупный цикл опубликованных статей (премия «Публицистика»). Критерии оценки конкурсных работ — научно-просветительская составляющая и либеральная направленность. Лауреатами премии могут стать учёные, популяризаторы, публицисты, которые своими трудами вносят вклад в аналитические исследования и просвещение россиян, систематически проясняют текущую ситуацию в России и мире. Актуальность премии организаторы описывают тем, что «стране ничего не объясняют, ей вливают».
«Либмиссия» пришла на смену премии «Политпросвет», которая была основана фондом «Либеральная миссия» в 2011 году для поощрения авторов, публицистически ярко формулирующих позицию по актуальным вопросам общественной и политической жизни. Лауреатами премии в 2015 году стали Владислав Иноземцев за серию статей на сайтах Slon.ru, Mk.ru, Rbcdaily.ru, Snob.ru и Михаил Ямопольский за серию статей на сайте Colta.ru.

## Статус «иностранного агента»
25 мая 2015 года Министерство юстиции России внесло некоммерческую организацию «Либеральная миссия» в реестр НКО — «иностранных агентов» за семинары «Я думаю» и брошюры «Право и власть», которые ведомство посчитало политической деятельностью, и финансирование от фонда «Династия», которое поступило из зарегистрированного на Бермудских островах траста, который управляет деньгами основателя «Династии» Дмитрия Зимина.
В июне 2015 года суд оштрафовал «Либеральную миссию» на 300 тысяч рублей за отказ регистрироваться «иностранным агентом». Представители фонда были не согласны с тем, что он занимается политикой: «Мы считаем, что Минюст не смог доказать, что наши семинары и дискуссии были направлены на формирование общественного мнения с целью изменения госполитики», — говорил тогда исполнительный директор организации Игорь Разумов.
15 сентября 2015 года Минюст исключил фонд из реестра «иностранных агентов» без уточнения подробностей.